# Leptopontiidae
Leptopontiidae é uma família de crustáceos da ordem Harpacticoida.